# Mignovillard (ancienne commune)
Mignovillard est une ancienne commune française située dans le département du Jura en région Bourgogne-Franche-Comté. Elle fait partie de la Communauté de communes du Plateau de Nozeroy.
Le 1er janvier 2016 elle fusionne avec sa voisine Communailles-en-Montagne pour donner naissance à la nouvelle commune de statut commune nouvelle nommée Mignovillard.
Ses habitants sont appelés les Mignovillageois. Ils étaient surnommés les Glorieux eu égard à la richesse de la commune en forêts.

## Géographie
Située à 900 mètres d’altitude, à mi-chemin entre Pontarlier et Champagnole et d’une superficie de 50 km2 dont une grande partie est boisée, Mignovillard est la quatrième plus vaste commune du département du Jura. La commune est également l’un des plus importants propriétaires forestiers de la région avec près de 1 000 ha, et a été, à ce titre, très touchée par la tempête de décembre 1999. L’exploitation du bois est, depuis plusieurs siècles, la principale richesse de la commune.
Cette caractéristique forestière est un identifiant fort pour la commune et ses habitants. Elle apporte une diversité des paysages, de la faune et de la flore (milieux naturels protégés, tourbières...). C’est, enfin, le support idéal pour la pratique du ski de fond l’hiver au Chalet de la Bourre, départ d’une dizaine de pistes (de 2 à 20 km) sur les hauteurs de la commune, mais aussi pour la pratique de la promenade et de la randonnée (pédestre, équestre, VTT) à travers les multiples chemins qui traversent la commune.

## Histoire

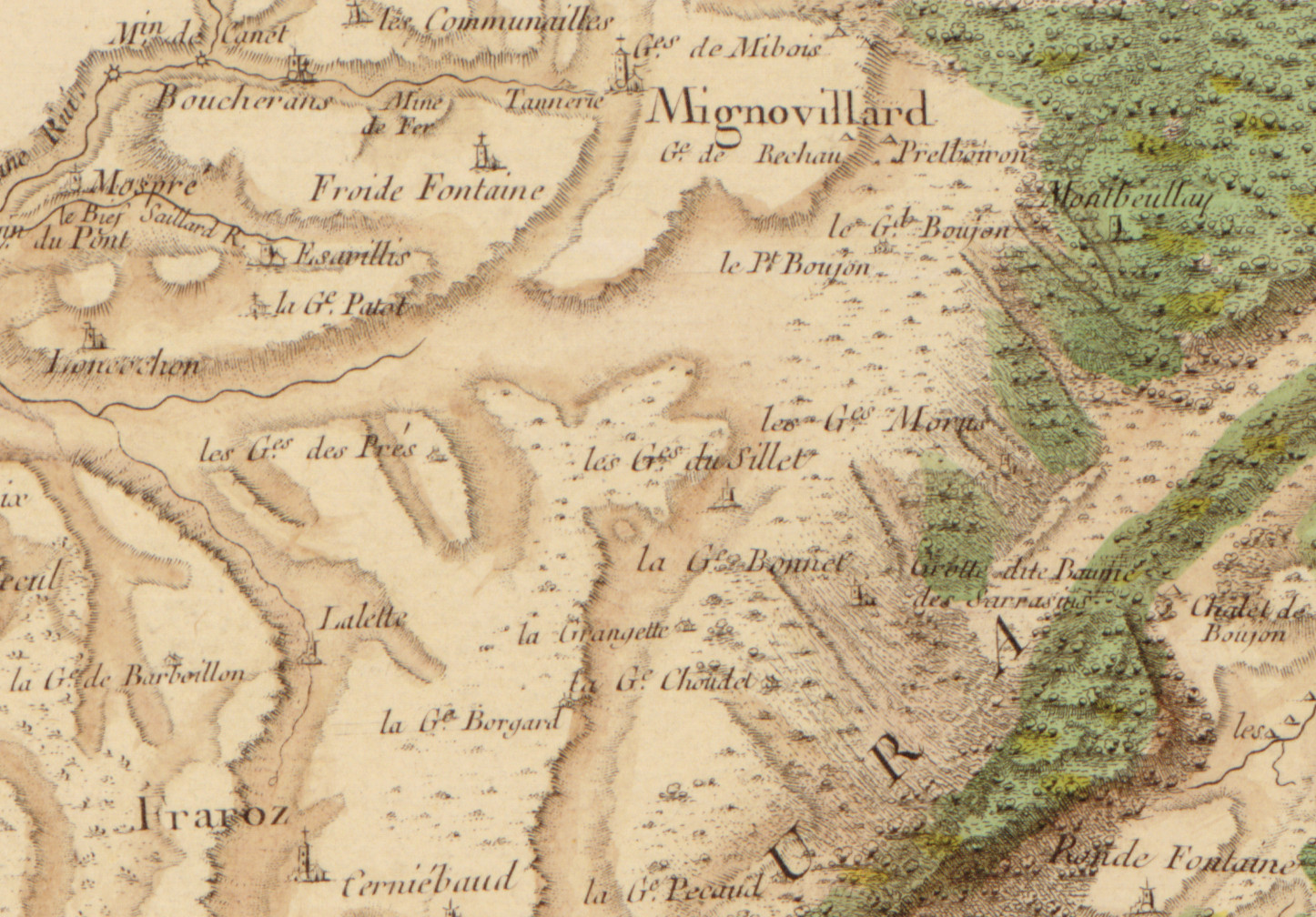
Carte de Cassini.

### Moyen Âge
La première mention de Mignovillard date du XIIIe siècle. À l’époque, le village dépendait de la seigneurie de Nozeroy.

### Temps modernes
Mignovillard a été incendié par l’armée de Saxe-Weimar en 1639 lors de la Guerre de Dix ans.

### Époque contemporaine
En 1803, un incendie a également détruit les deux-tiers du village de Magnovillard.
En 1837, Pierre Melet a découvert sur le bord du chemin conduisant à Mouthe, un trésor qui se composait de monnaies d’or, d’argent et de billon, aux types de Charles Quint, d’Emmanuel Philibert, comte de Savoie, de Philippe II, roi d’Espagne, d’Henri II, de Louis XIII et Louis XIV, rois de France et d’une petite pièce de Constantin le Grand, empereur romain.
À la faveur du mouvement de regroupement de communes lancé dans les années 1960-1970, Mignovillard a fusionné avec Petit-Villard en 1966 (la commune s'appelait alors Mignovillard-Petit-Villard) puis avec Froidefontaine et Essavilly en 1973.
Le 9 janvier 2019 en matinée, un avion militaire Dassault Mirage 2000-D de la base aérienne 133 de Nancy-Ochey s'est écrasé sur les hauteurs de Mignovillard faisant deux morts, le capitaine Baptiste Chirié et le lieutenant Audrey Michelon.

### Héraldique
| Blason de Mignovillard | Blason  | D'or à la potence de sinople à dextre à laquelle est appendu un chaudron de tenné surchargé d'un bourg d'argent, à deux sapins de sinople mouvant du flanc senestre et brochant l'un sur l'autre. |
| Blason de Mignovillard | Détails | Le statut officiel du blason reste à déterminer. |

## Politique et administration

### Liste des maires
| Période          | Période          | Identité          | Étiquette | Qualité          |
| ---------------- | ---------------- | ----------------- | --------- | ---------------- |
| 29 novembre 1944 | 17 mai 1945      | Marcel Bonnet     |           | nommé par le CDL |
| 17 mai 1945      | 26 octobre 1947  | Marcel Bonnet     |           | élu              |
| 26 octobre 1947  | 12 août 1948     | Thérèse Serrette  | SE        |                  |
| 12 août 1948     | mars 1965        | Léon Serrette     | SE        |                  |
| mars 1965        | mai 1976         | Henri Besançon    | SE        |                  |
| mai 1976         | février 1980     | Pierre Landry     | SE        |                  |
| février 1980     | mars 1995        | Pierre Paget      | SE        |                  |
| mars 1995        | mars 2008        | Pierre Perret     | SE        |                  |
| mars 2008        | mars 2014        | Anne Tarrius      | SE        |                  |
| mars 2014        | 31 décembre 2015 | Florent Serrette, | SE        |                  |

Pas de maire délégué pour cette ancienne commune.

### Jumelages
Walheim (France) depuis 1991.

## Population et société

### Démographie
L'évolution du nombre d'habitants est connue à travers les recensements de la population effectués dans la commune depuis 1793. À partir du 1er janvier 2009, les populations légales des communes sont publiées annuellement dans le cadre d'un recensement qui repose désormais sur une collecte d'information annuelle, concernant successivement tous les territoires communaux au cours d'une période de cinq ans. 
Pour les communes de moins de 10 000 habitants, une enquête de recensement portant sur toute la population est réalisée tous les cinq ans, les populations légales des années intermédiaires étant quant à elles estimées par interpolation ou extrapolation. Pour la commune, le premier recensement exhaustif entrant dans le cadre du nouveau dispositif a été réalisé en 2006,.
En 2013, la commune comptait 743 habitants, en évolution de +21,6 % par rapport à 2008 (Jura : −0,23 %, France hors Mayotte : +2,49 %).
| 1793 | 1800 | 1806 | 1821 | 1831 | 1836 | 1841 | 1846 | 1851 |
| ---- | ---- | ---- | ---- | ---- | ---- | ---- | ---- | ---- |
| 636  | 632  | 656  | 756  | 721  | 771  | 770  | 773  | 734  |

| 1856 | 1861 | 1866 | 1872 | 1876 | 1881 | 1886 | 1891 | 1896 |
| ---- | ---- | ---- | ---- | ---- | ---- | ---- | ---- | ---- |
| 707  | 726  | 692  | 699  | 696  | 734  | 758  | 725  | 753  |

| 1901 | 1906 | 1911 | 1921 | 1926 | 1931 | 1936 | 1946 | 1954 |
| ---- | ---- | ---- | ---- | ---- | ---- | ---- | ---- | ---- |
| 680  | 601  | 543  | 476  | 461  | 497  | 480  | 458  | 504  |

| 1962 | 1968 | 1975 | 1982 | 1990 | 1999 | 2006 | 2011 | 2013 |
| ---- | ---- | ---- | ---- | ---- | ---- | ---- | ---- | ---- |
| 511  | 529  | 715  | 662  | 654  | 649  | 640  | 719  | 743  |

## Économie
La nouvelle scierie Chauvin, implantée sur un terrain de 20 ha après avoir été pendant plusieurs décennies au cœur du village, témoigne d'ailleurs de ce fort attachement à la forêt.
Autre caractéristique de Mignovillard : c’est une commune rurale où l’activité agricole reste encore bien présente, avec une vingtaine d’exploitations agricoles de vaches laitières essentiellement. On remarquera aussi les deux coopératives fromagères, qui produisent en particulier du Comté AOC ou encore du Morbier. Ces activités agricoles sont essentielles car elles concourent aussi à l’entretien et la préservation du patrimoine naturel de la commune.
À côté de la forêt et de l’agriculture, Mignovillard est également un bourg actif et structurant au niveau du bassin de vie. On y trouve, entre autres, un grand nombre de commerces et de services à la population : épicerie, boulangerie, coiffeur, fromageries, garage, agence postale communale, artisans, entreprises diverses, médecin, accueil périscolaire, école, associations, équipements sportifs et de loisirs, nombreuses animations...

## Culture locale et patrimoine

### Lieux et monuments

#### Voies
| 46 odonymes recensés à Mignovillard au 17 novembre 2013       | 46 odonymes recensés à Mignovillard au 17 novembre 2013 | 46 odonymes recensés à Mignovillard au 17 novembre 2013 | 46 odonymes recensés à Mignovillard au 17 novembre 2013 | 46 odonymes recensés à Mignovillard au 17 novembre 2013 | 46 odonymes recensés à Mignovillard au 17 novembre 2013 | 46 odonymes recensés à Mignovillard au 17 novembre 2013 | 46 odonymes recensés à Mignovillard au 17 novembre 2013 | 46 odonymes recensés à Mignovillard au 17 novembre 2013 | 46 odonymes recensés à Mignovillard au 17 novembre 2013 | 46 odonymes recensés à Mignovillard au 17 novembre 2013 | 46 odonymes recensés à Mignovillard au 17 novembre 2013 | 46 odonymes recensés à Mignovillard au 17 novembre 2013 | 46 odonymes recensés à Mignovillard au 17 novembre 2013 | 46 odonymes recensés à Mignovillard au 17 novembre 2013 | 46 odonymes recensés à Mignovillard au 17 novembre 2013 |
| Allée                                                         | Avenue                                                  | Bld                                                     | Chemin                                                  | Cours                                                   | Impasse                                                 | Montée                                                  | Passage                                                 | Place                                                   | Quai                                                    | Rd-point                                                | Route                                                   | Rue                                                     | Ruelle                                                  | Autres                                                  | Total                                                   |
| ------------------------------------------------------------- | ------------------------------------------------------- | ------------------------------------------------------- | ------------------------------------------------------- | ------------------------------------------------------- | ------------------------------------------------------- | ------------------------------------------------------- | ------------------------------------------------------- | ------------------------------------------------------- | ------------------------------------------------------- | ------------------------------------------------------- | ------------------------------------------------------- | ------------------------------------------------------- | ------------------------------------------------------- | ------------------------------------------------------- | ------------------------------------------------------- |
| 0                                                             | 0                                                       | 0                                                       | 0                                                       | 0                                                       | 0                                                       | 0                                                       | 0                                                       | 1                                                       | 0                                                       | 0                                                       | 2                                                       | 38                                                      | 0                                                       | 5                                                       | 46                                                      |
| Notes « N »                                                   | Notes « N »                                             | Notes « N »                                             | 1. 2.                                                   | 1. 2.                                                   | 1. 2.                                                   | 1. 2.                                                   | 1. 2.                                                   | 1. 2.                                                   | 1. 2.                                                   | 1. 2.                                                   | 1. 2.                                                   | 1. 2.                                                   | 1. 2.                                                   | 1. 2.                                                   | 1. 2.                                                   |
| Sources : rue-ville.info & OpenStreetMap & FNACA-GAJE du Jura |                                                         |                                                         |                                                         |                                                         |                                                         |                                                         |                                                         |                                                         |                                                         |                                                         |                                                         |                                                         |                                                         |                                                         |                                                         |

#### Église Saint-Michel
Au début, Mignovillard et ses annexes dépendaient, du point de vue religieux, de l’église de Mièges. Les prieurs et moines étaient envoyés par l’abbé de Saint-Claude ou de Cluny. En 1300, Hugues, archevêque de Besançon, avait autorisé l’érection d’une chapelle à Mignovillard, mais sans dispenser les habitants de se rendre à Mièges pour leurs devoirs religieux.
En 1304, Honoré et Nicolas du Sapial (ou du Capital), au nom des communautés de Mignovillard, Froidefontaine, Boucherans, Communailles-en-Montagne, Bief-du-Fourg, Fontaine Demanges (aujourd’hui Fourg-Demanche), Mibois, etc. exposent à l’autorité qu’ils étaient si éloignés de Mièges qu’en hiver, ils ne peuvent sans grande difficulté et sans grave danger se réunir à Mièges pour les divins offices, ou s’y rendre en temps voulu. Les suppliants prièrent donc leurs supérieurs d’y apporter remède et les pouvoirs d’un chapelain qui leur administre les sacrements dans la chapelle déjà construite à Mignovillard.
La requête était trop bien fondée en raison pour n’être pas octroyée. L’autorité épiscopale se contente de réserver les droits du Recteur de Mièges, elle fixait d’autre part les honoraires du Chapelain qui ne pouvait être frustré de son salaire.
Chaque habitant cultivant avec un ou deux bœufs donnait douze deniers ou une mesure (appelée guba) du meilleur froment qu’il aura récolté.
M. Grillon parait avoir le premier joui de ce bénéfice, en qualité de vicaire de Mignovillard.
Les habitants demandèrent ensuite un cimetière à Mignovillard même, jusqu’alors, en effet, tous les défunts de la paroisse recevaient la sépulture dans l’église de Mièges ou dans le cimetière adjacent. Cette demande reçut également bon accueil et dès 1448, les défunts furent ensépulturés auprès de leur église de Saint-Michel. Les familiers assistaient aux obsèques et aux anniversaires qui se célébraient dans la chapelle vicariale.
Les habitants avaient à cœur l’entretien de leur église, qui devenait trop petite pour la population. Des réparations importantes en firent un édifice convenable, si bien que le 4 mai 1488, Monseigneur Henri Potin de Besançon, en fit la consécration solennelle, le lendemain de l’église de Nozeroy. Saint Michel en fût toujours titulaire.

### Réserve naturelle régionale de la seigne des Barbouillons

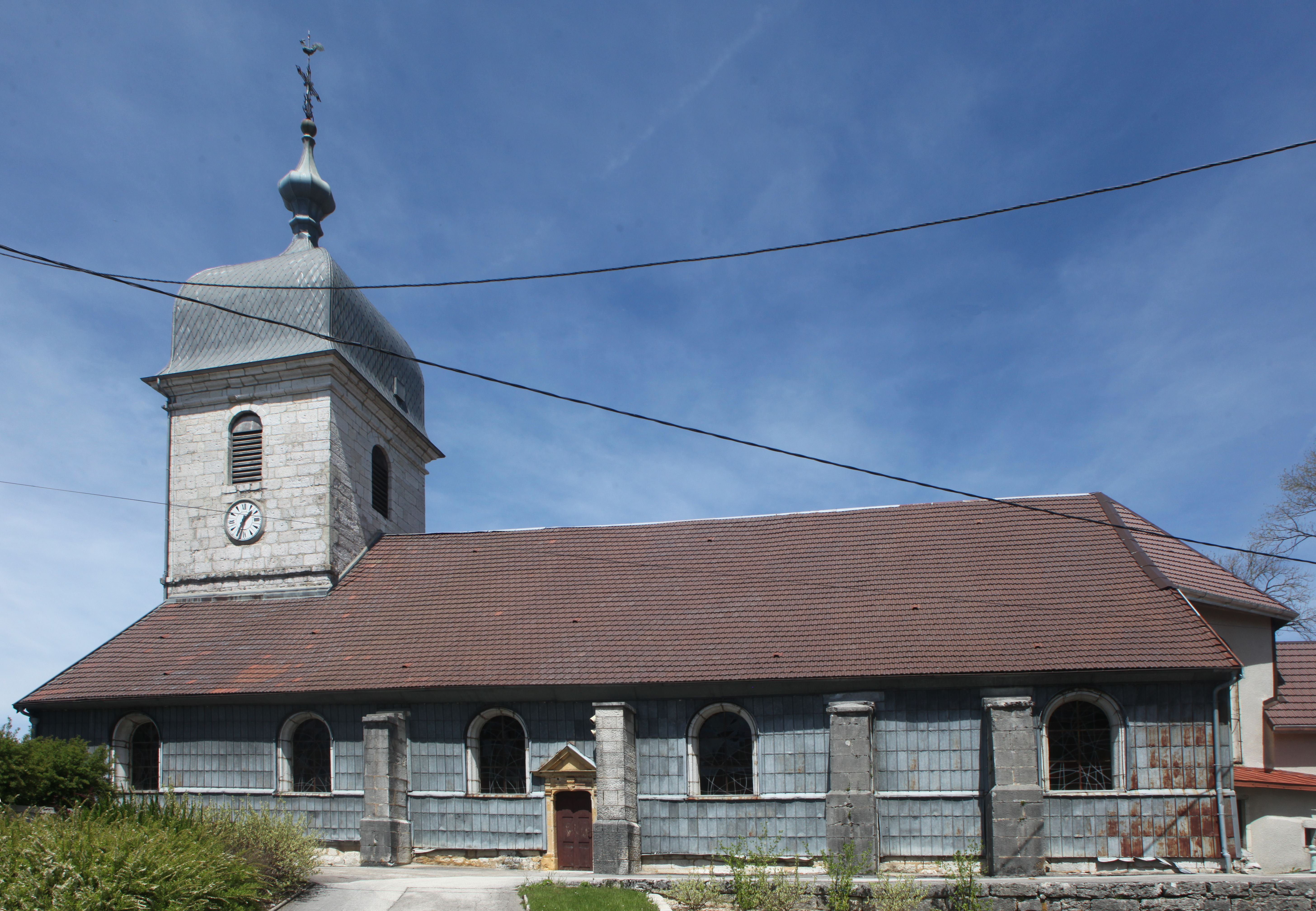
Église Saint-Michel.
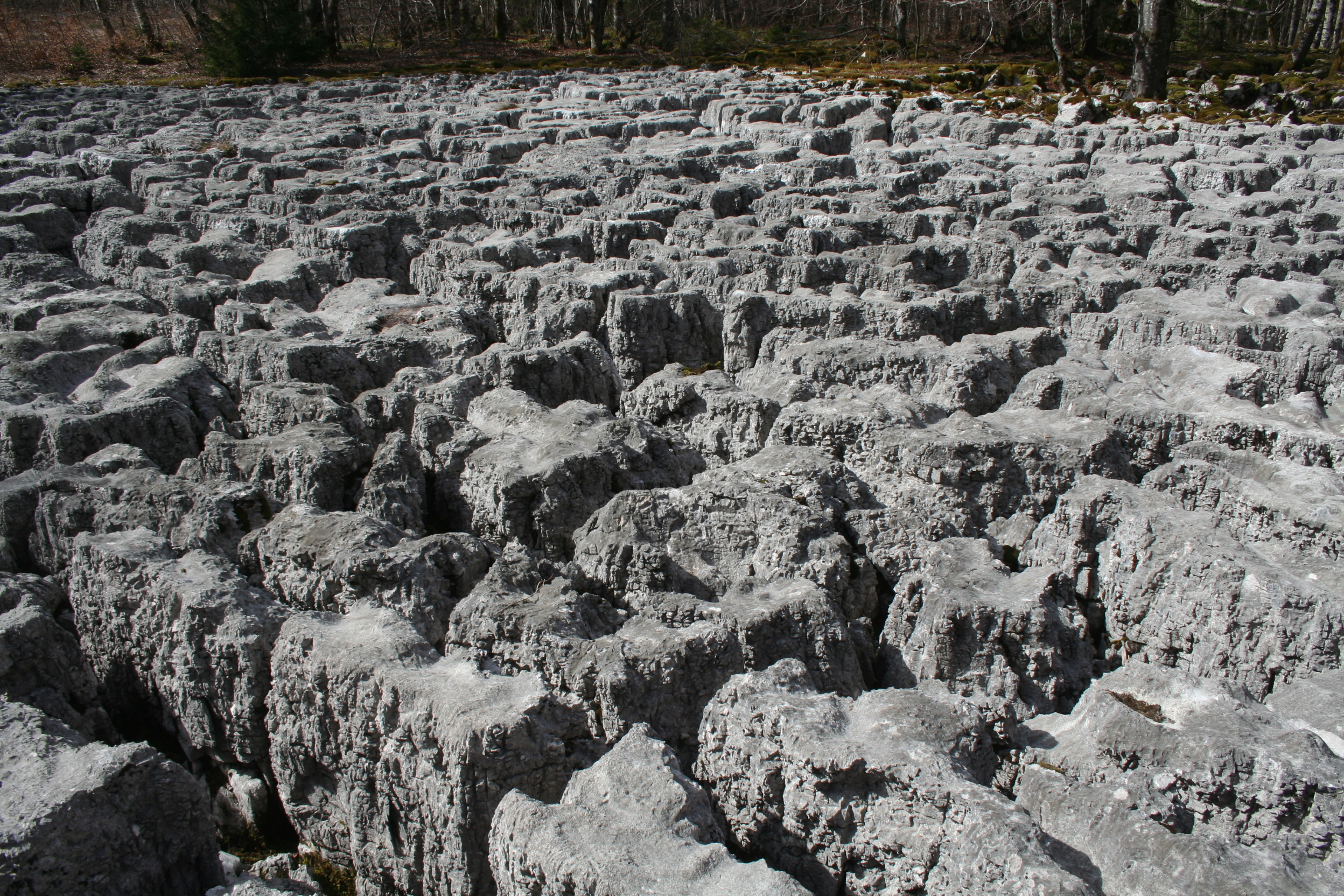
Lapiaz du Sillet.
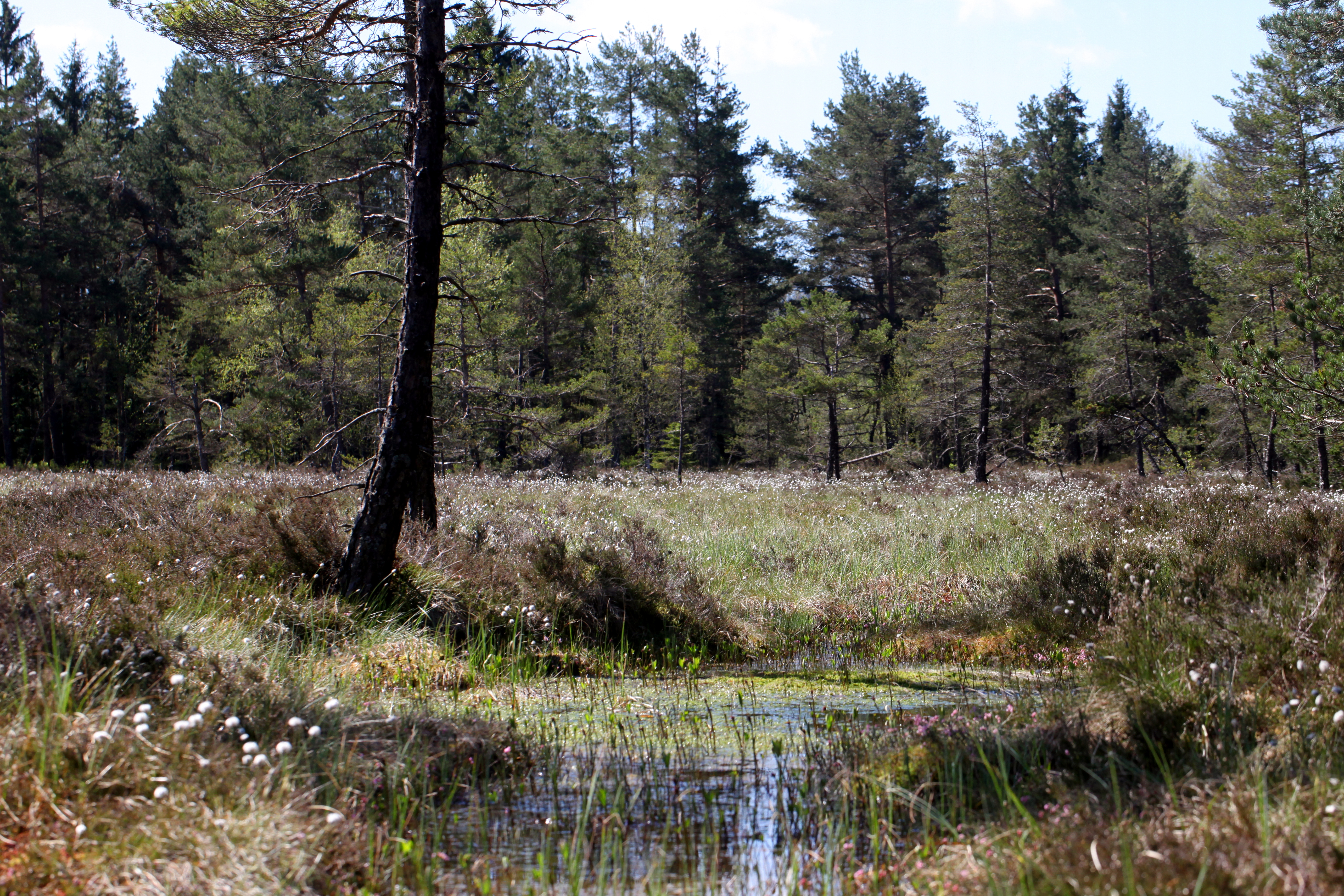
Seigne des Barbouillons.
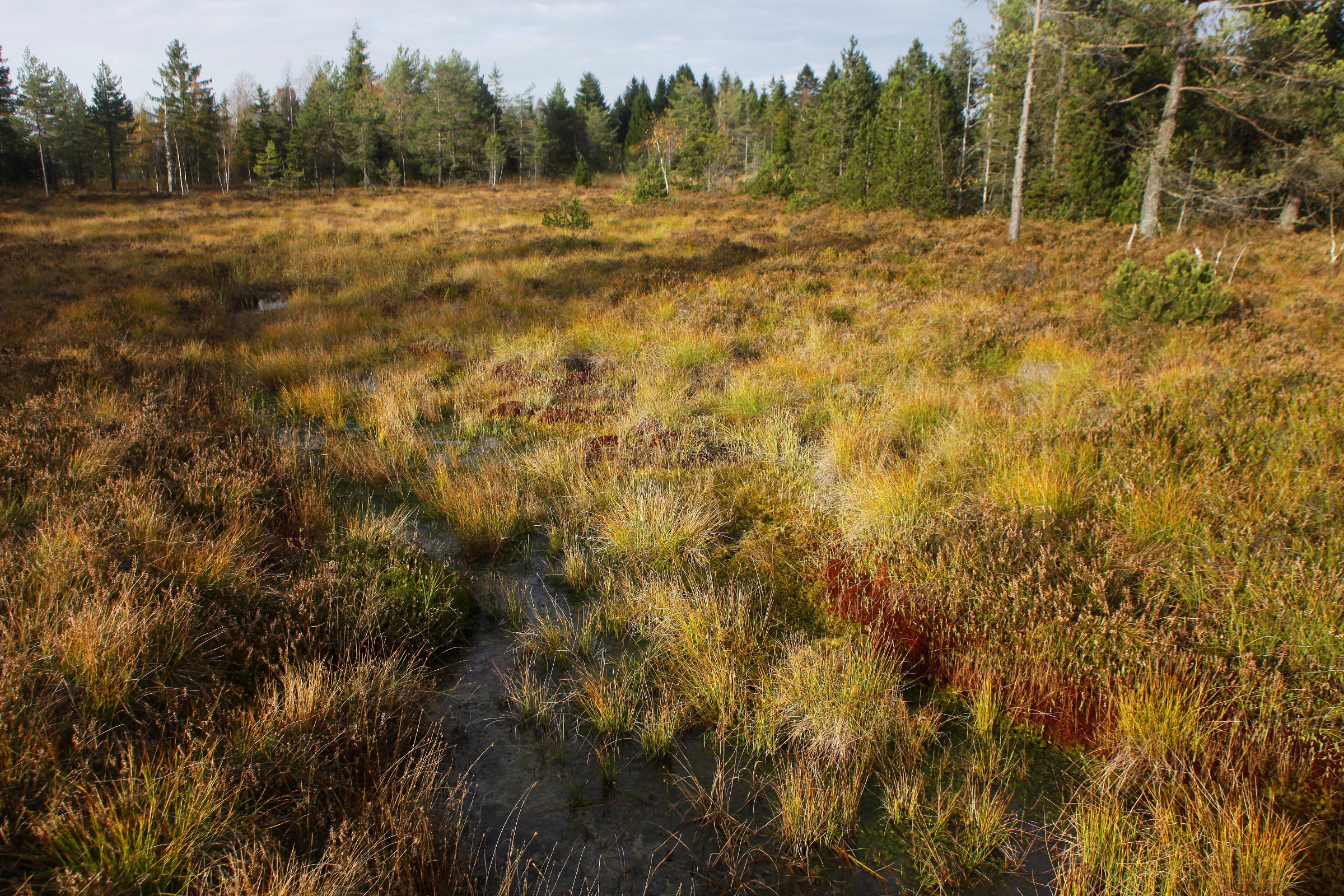
Seigne des Barbouillons.

### Personnalités liées à la commune
- Jean-François-Xavier Girod, médecin de Louis XVI, originaire de Mignovillard où la maison natale est située au centre du village. Grâce à son intervention, la comtesse de Lauragais a fait une importante dotation de 700 ha de forêt par un acte du 23 septembre 1773. Cette donation privait les habitants des communes du canton de Nozeroy de certains droits sur les forêts remises en toute propriété aux habitants de Mignovillard, et ils manifestèrent leur mécontentement et leur jalousie en engageant plusieurs procès qui se terminèrent tous à l'avantage exclusif des habitants de Mignovillard qui en tirèrent gloire et profit. Depuis lors, les habitants de Mignovillard ont été surnommés les Glorieux.

Dans le registre paroissial de 1735, on trouve sa naissance avec comme mention en marge : « introducteur de la vaccine en Franche-Comté, médecin de Louis XVI ».